# Olympische Winterspiele 2002/Teilnehmer (China)
| Gelbes Symbol für Goldmedaillen mit stilisierten Olympischen Ringen | Graues Symbol für Silbermedaillen mit stilisierten Olympischen Ringen | Braundes Symbol für Bronzemedaillen mit stilisierten Olympischen Ringen |
| ------------------------------------------------------------------- | --------------------------------------------------------------------- | ----------------------------------------------------------------------- |
| 2                                                                   | 2                                                                     | 4                                                                       |

Die Volksrepublik China nahm an den Olympischen Winterspielen 2002 im US-amerikanischen Salt Lake City mit einer Delegation von 66 Athleten in sieben Disziplinen teil, davon 21 Männer und 45 Frauen. Mit zwei Gold-, zwei Silber- und vier Bronzemedaillen platzierte sich China auf Rang 13 im Medaillenspiegel.
Fahnenträger bei der Eröffnungsfeier war die Eiskunstläufer Zhang Min.

## Teilnehmer nach Sportarten

### Biathlon
Männer
- Zhang Qing
10 km Sprint: 56. Platz (27:45,3 min)
12,5 km Verfolgung: 53. Platz (39:11,1 min)
20 km Einzel: 59. Platz (58:13,9 min)

Frauen
- Kong Yingchao
7,5 km Sprint: 56. Platz (24:30,2 min)
15 km Einzel: 44. Platz (53:38,0 min)
4 × 7,5 km Staffel: 13. Platz (1:34:45,6 h)

- Liu Xianying
7,5 km Sprint: 42. Platz (23:18,9 min)
15 km Einzel: 17. Platz (50:09,4 min)
4 × 7,5 km Staffel: 13. Platz (1:34:45,6 h)

- Sun Ribo
7,5 km Sprint: 57. Platz (24:32,4 min)
15 km Einzel: 15. Platz (50:04,7 min)
4 × 7,5 km Staffel: 13. Platz (1:34:45,6 h)

- Yu Shumei
7,5 km Sprint: 20. Platz (22:29,9 min)
10 km Verfolgung: 44. Platz (37:02,6 min)
15 km Einzel: 46. Platz (53:43,0 min)
4 × 7,5 km Staffel: 13. Platz (1:34:45,6 h)

### Eishockey
Frauen
| - Chen Jing - Dai Qiuwa - Guan Weinan - Guo Hong - Hu Chunrong - Jiang Limei - Jin Fengling - Li Xuan - Liu Hongmei - Liu Yanhui | - Lu Yan - Ma Xiaojun - Sang Hong - Shen Tiantian - Sun Rui - Wang Linuo - Wang Ying - Xu Lei - Yang Xiuqing - Zhang Jing |

- 7. Platz

### Eiskunstlauf
Männer
- Li Chengjiang
9. Platz (12,0)

- Li Yunfei
20. Platz (30,0)

- Zhang Min
16. Platz (24,5)

Paare
- Zhang Dan & Zhang Hao
11. Platz (16,5)

- Pang Qing & Tong Jian
9. Platz (14,0)

- Shen Xue & Zhao Hongbo
Bronze  (4,5)

Eistanz
- Zhang Weina & Cao Xianming
22. Platz (44,0)

### Eisschnelllauf
Männer
- Li Yu
500 m: 21. Platz (70,97 s)
1000 m: 35. Platz (1:10,78 min)

- Li Guangbin
1500 m: 46. Platz (1:52,01 min)

- Ma Yongbin
1500 m: 45. Platz (1:51,81 min)

- Yu Fengtong
500 m: 34. Platz (117,41 s)
1000 m: 40. Platz (1:12,07 min)

Frauen
- Gao Yang
1500 m: 19. Platz (1:59,51 min)
3000 m: 22. Platz (4:12,39 min)

- Jin Hua
500 m: 23. Platz (78,26 s)
1000 m: 25. Platz (1:17,35 min)

- Song Li
1000 m: 22. Platz (1:16,71 min)
1500 m: 15. Platz (1:58,31 min)

- Wang Manli
500 m: 13. Platz (76,62 s)
1000 m: 26. Platz (1:17,37 min)

- Xing Aihua
500 m: 30. Platz (144,36 s)

- Yang Chunyuan
500 m: 24. Platz (78,63 s)

- You Yanchun
1000 m: 30. Platz (1:18,74 min)

- Zhang Xiaolei
1500 m: 28. Platz (2:01,23 min)
3000 m: 23. Platz (4:16,53 min)

### Freestyle-Skiing
Männer
- Han Xiaopeng
Springen: 24. Platz (in der Qualifikation ausgeschieden)

- Ou Xiaotao
Springen: 19. Platz (in der Qualifikation ausgeschieden)

- Qiu Sen
Springen: 18. Platz (in der Qualifikation ausgeschieden)

Frauen
- Guo Xinxin
Springen: 19. Platz (in der Qualifikation ausgeschieden)

- Li Nina
Springen: 5. Platz (185,23)

- Wang Jiao
Springen: 18. Platz (in der Qualifikation ausgeschieden)

- Xu Nannan
Springen: 12. Platz (135,96)

### Shorttrack
Männer
- An Yulong
5000-m-Staffel: Bronze  (6:59,633 min)

- Feng Kai
500 m: 4. Platz (42,112 s)
1000 m: 10. Platz (im Viertelfinale ausgeschieden)
5000-m-Staffel: Bronze  (6:59,633 min)

- Guo Wei
1500 m: 7. Platz (2:27,376 min)
5000-m-Staffel: Bronze  (6:59,633 min)

- Li Jiajun
500 m: 10. Platz (im Viertelfinale ausgeschieden)
1000 m: 8. Platz (im Finale disqualifiziert)
1500 m: Silber  (2:18,731 min)
5000-m-Staffel: Bronze  (6:59,633 min)

- Li Ye
5000-m-Staffel: Bronze  (6:59,633 min)

Frauen
- Sun Dandan
3000-m-Staffel: Silber  (4:13,326 min)

- Wang Chunlu
500 m: Bronze  (44,272 s)
3000-m-Staffel: Silber  (4:13,326 min)

- Yang Yang (A)
500 m: Gold  (44,187 s)
1000 m: Gold  (1:36,391 min)
1500 m: 4. Platz (2:31,791 min)
3000-m-Staffel: Silber  (4:13,326 min)

- Yang Yang (S)
1000 m: Bronze  (1:37,008 min)
1500 m: 12. Platz (im Finale disqualifiziert)
3000-m-Staffel: Silber  (4:13,326 min)

### Skilanglauf
Männer
- Han Dawei
1,5 km Sprint: 52. Platz (3:07,00 min)
15 km klassisch: 56. Platz (42:34,5 min)
20 km Verfolgung: 67. Platz (nicht für das Freistilrennen qualifiziert)
30 km Freistil: 65. Platz (1:25:42,4 h)
50 km klassisch: 54. Platz (2:44:50,0 h)

Frauen
- Hou Yuxia
1,5 km Sprint: 40. Platz (3:28,71 min)
10 km klassisch: 44. Platz (31:30,6 min)
10 km Verfolgung: 44. Platz (28:37,4 min)
15 km Freistil: 47. Platz (45:42,2 min)
30 km klassisch: 42. Platz (1:49:45,8 h)

- Luan Zhengrong
1,5 km Sprint: 50. Platz (3:35,21 min)
10 km klassisch: 50. Platz (32:35,3 min)
10 km Verfolgung: 65. Platz (nicht für das Freistilrennen qualifiziert)
15 km Freistil: 52. Platz (47:43,7 min)
30 km klassisch: 41. Platz (1:49:37,7 h)